# Военная полиция Параны
Военная полиция Параны (порт. Polícia Militar do Paraná) — входящие в систему общественной безопасности и социальной защиты резервы и вспомогательные силы бразильской армии в штате Парана. Главной функцией военной полиции является поддержание общественного порядка.

## История
Военная полиция Параны (PMPR) была образована как отряд егерских войск 10 августа 1854 года под названием «Компания Полицейских Сил» (порт. Companhia de Força Policial). Целью создания являлась необходимость Бразильской империи в пополнении войск армии в аварийных ситуациях. С прокламацией Республики Бразилия была принята Конституция, которая основывалась на Конституции Соединенных Штатов Америки, где членские штаты имеют большую автономию. Впоследствии отряды штатной полиции стали малыми региональными армиями.
История PMPR свидетельствует о её участии в событиях, которые ознаменовали бразильскую национальную жизнь того времени, таких как:
- Парагвайская война
- Федералистская Революция
- Война Контестаду
- Революция 1924
- Революция 1930
- Революция 1932

Такая опасная для национального единства ситуация продолжалась до конца Второй мировой войны вместе с лишением власти диктаторского правительства Жетулиу Варгаса. Только с 1946 года военная полиция стала своего рода жандармерией, которая подчиняется властям Штатов.

## Исторические названия
- 1854 — Полицейские силы (Força Policial);[4]
- 1874 — Полицейский корпус (Corpo Policial);[5]
- 1891 — Полицейский военный корпус (Corpo Militar de Polícia);[6]
- 1892 — Полк безопасности (Regimento de Segurança);[7]
- 1917 — Вооруженные силы (Força Militar);[8]
- 1932 — Гражданские силы (Força Pública);[9]
- 1939 — Полицейские силы (Força Policial);[10]
- 1946 — Военная полиция (Polícia Militar).[11]

## Организация
Военная полиция Параны функционально организована в батальоны, компании и плутонги и по административным принципам в департаменты. Батальоны находятся в больших городских центрах, а их компании и плутонги разбросаны по-разному в зависимости от плотности населения в городах.

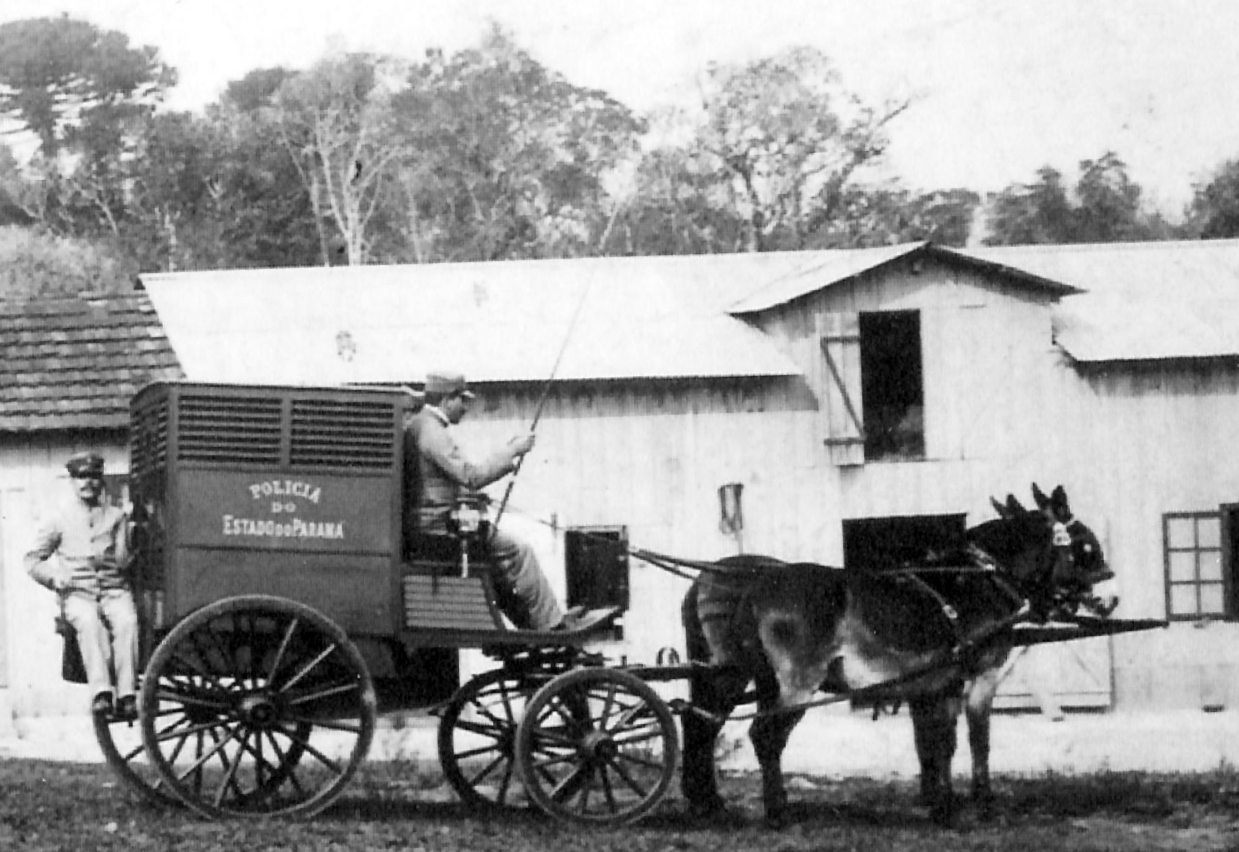
Карета для перевозки заключённых — 1909.

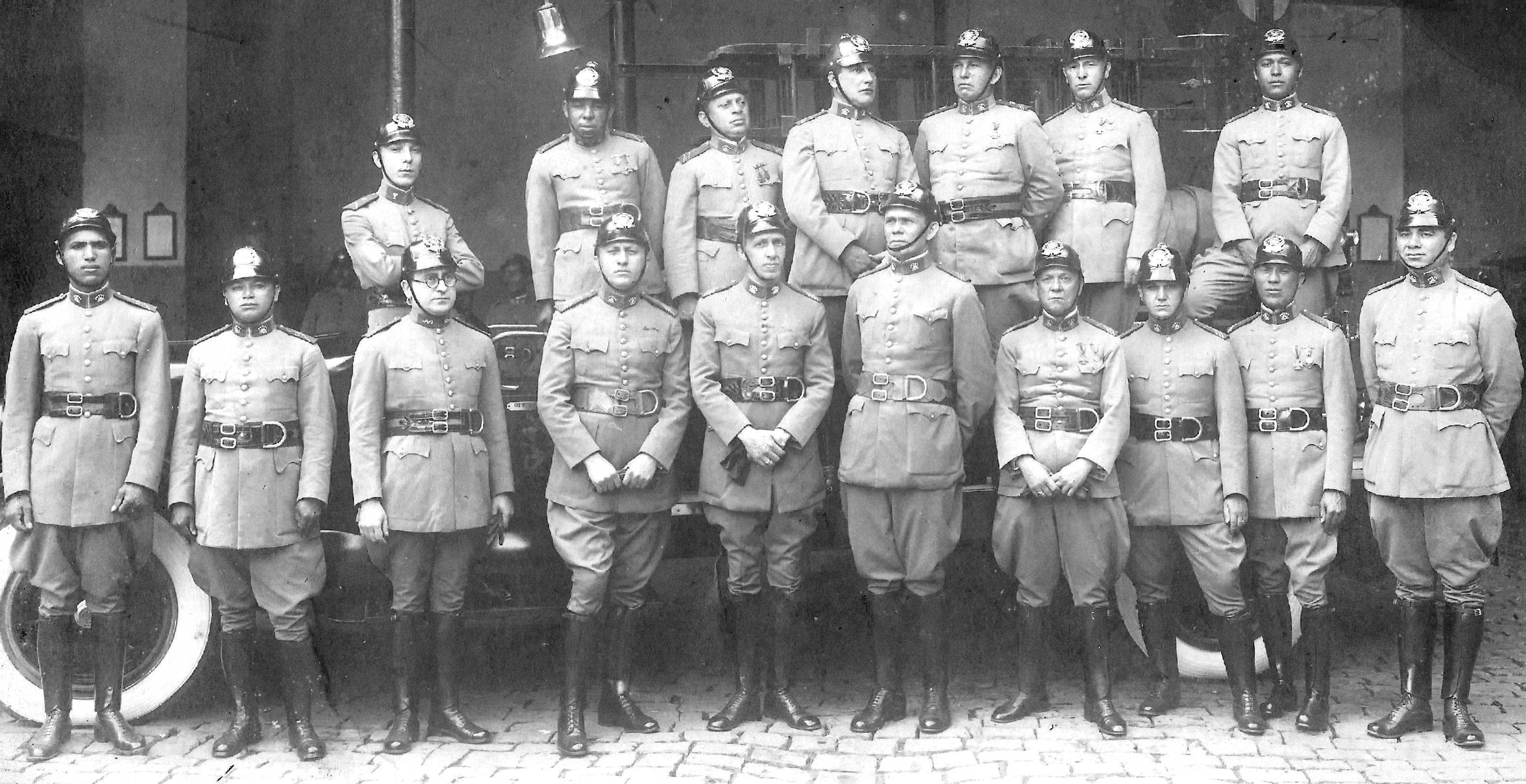
Офицеры Стразаци — 1923.

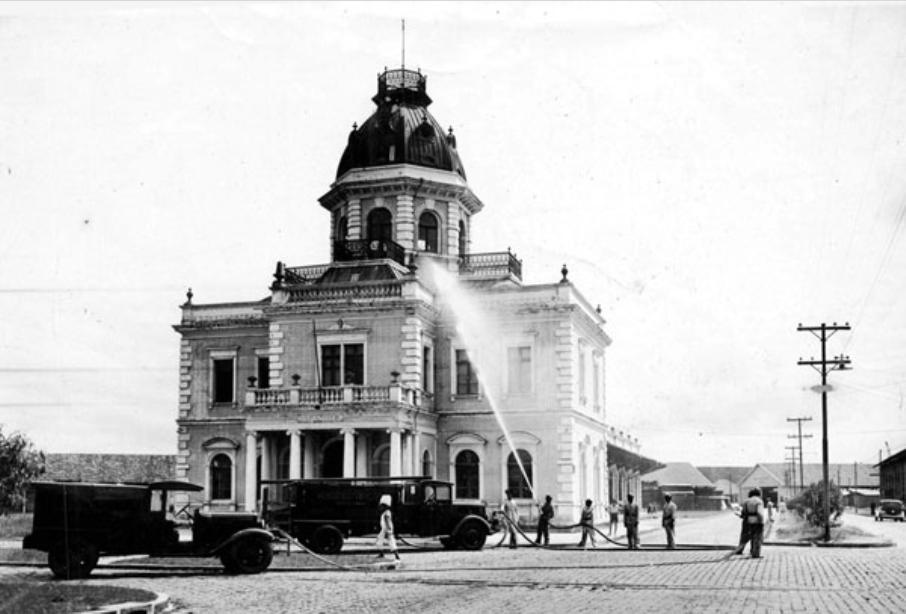
Корпус пожарный — Паранагуа.

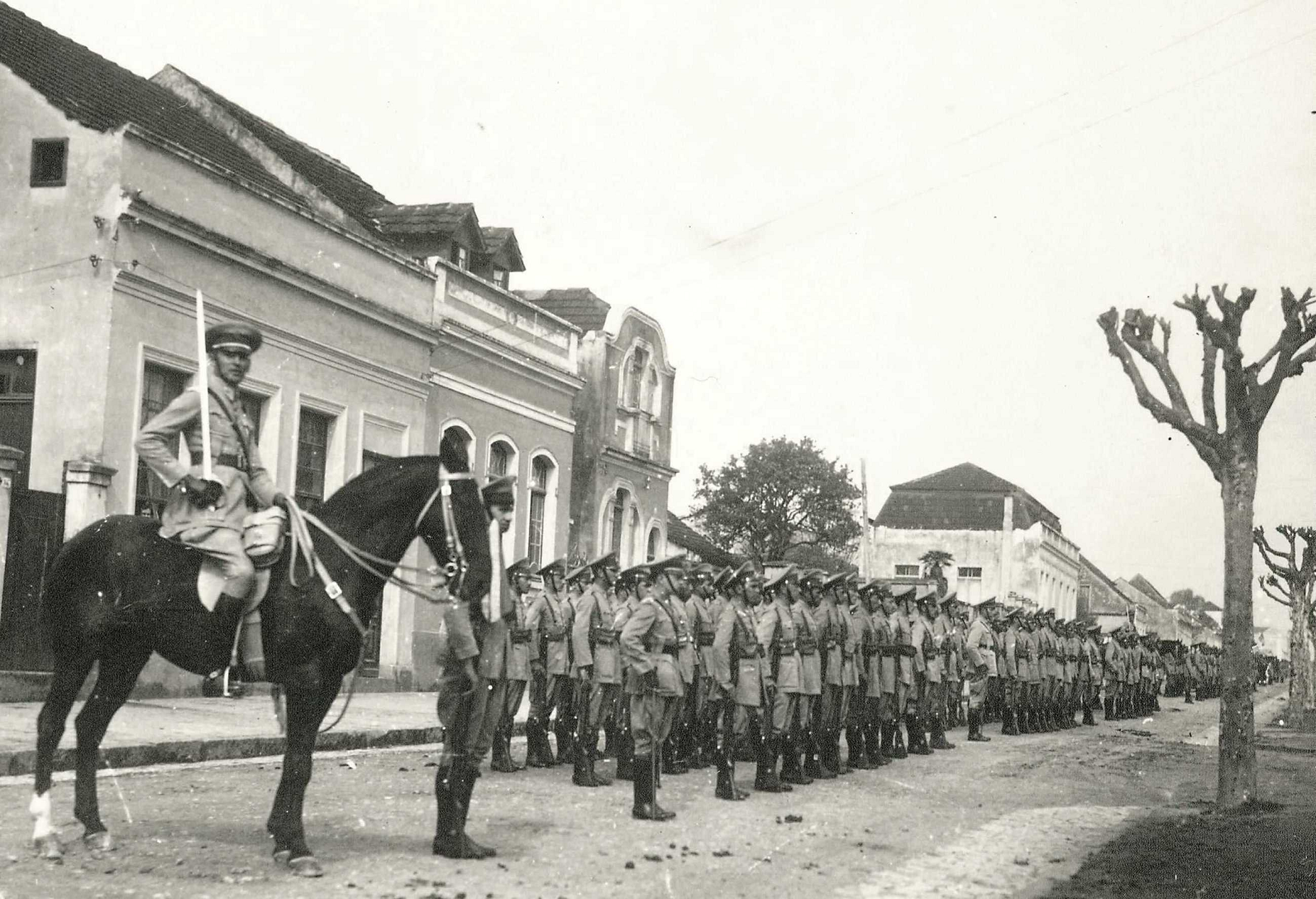
Парад независимости Бразилии — 1938.

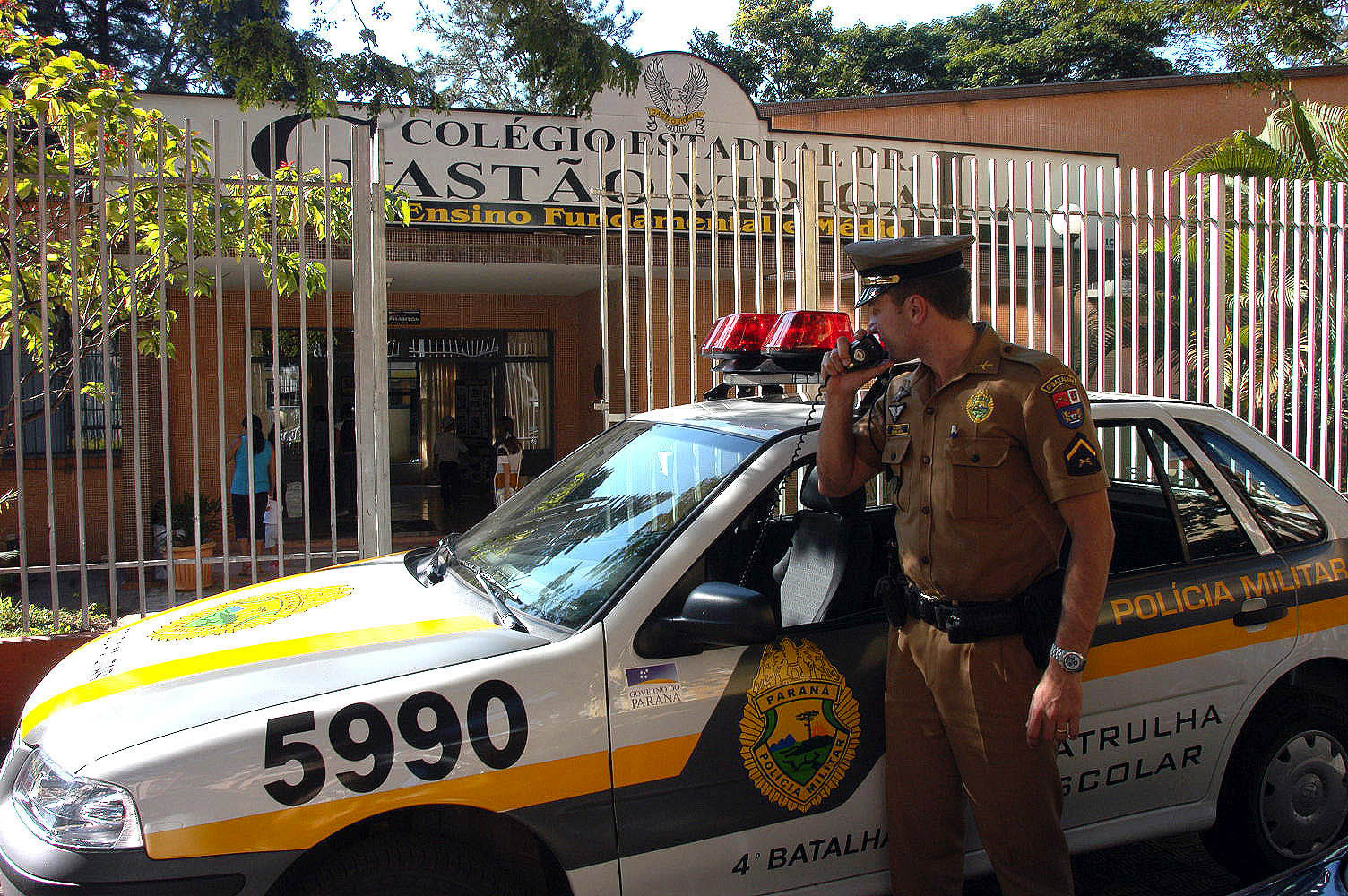
Школьный Патруль — 2008.

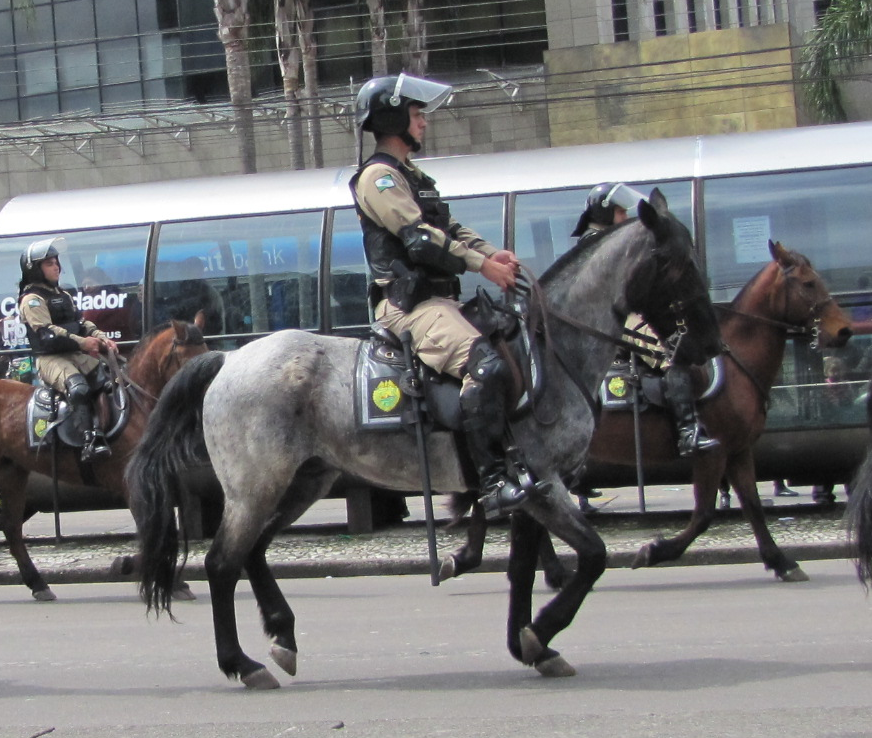
Конная полиция — 2010.

Военная полиция Параны присутствует во всех городах штата.

### Батальоны военной полиции
- 1 Батальон — Понта-Гроса;
- 2 Батальон — Жакарезинью;
- 3 Баталион — Пату-Бранку;
- 4 Батальон — Маринга;
- 5 Батальон — Лондрина;
- 6 Батальон — Каскавел;
- 7 Батальон — Крузейру-ду-Уэсти;
- 8 Батальон — Паранаваи;
- 9 Батальон — Паранагуа;
- 10 Батальон — Апукарана;
- 11 Батальон — Кампу-Моран;
- 12 Батальон — Куритиба;
- 13 Батальон — Куритиба;
- 14 Батальон — Фос-ду-Игуасу;
- 15 Батальон — Роландия;
- 16 Батальон — Гуарапуава;
- 17 Батальон — Сан-Жозе-дус-Пиньяйс;
- 18 Баталион — Корнелиу-Прокопиу;
- 19 Баталион — Толеду;
- 20 Батальон — Куритиба;
- 21 Батальон — Франсиску-Белтран;
- 22 Батальон — Коломбу;
- 23 Батальон — Куритиба;
- 24 Батальон — Рондон;
- 25 Батальон — Умуарама;
  - 1 Независимая Компания — Лапа;
  - 2 Независимая Компания — Риу-Негру;
  - 3 Независимая Компания — Телемаку-Борба;
  - 4 Независимая Компания — Лондрина;
  - 5 Независимая Компания — Умуарама;
  - 6 Независимая Компания — Ивайпоран;
  - 7 Независимая Компания — Арапонгас;
  - 8 Независимая Компания — Ирати.

### Спецотряды
- Полк Горной Полиции (конная полиция);
- Батальон Контроля Городского Движения;
- Батальона Патрульный Автобанов;
- Батальон Тюремной Безопасности;
- Батальон Полицейской Среды;
- Батальон Школьный Патруль;
- Батальон Полицейская событий;
- Батальон Специальных операций — Специального Назначения);
  - Независимая Компания Безопасности Полиции;
  - Независимая компания пограничного контроля и операций.

### Административные отделы
- Медицинский Отдел
  - Военная Больница Полиции
  - Центр Ветеринарии
- Министерства Образования
  - Военная Полицейская Академия
  - Школа Военной Полиции
- Департамент Логистической Поддержки
- Департамент Персонала
- Департамент Финансовый

## Пожарные отряды
Пожарные отряды Параны были созданы в 1912 году. На манер пожарных бригад Парижа, они милитаризированы, и подчинены структурам военной полиции. Одна группа равна батальону, а подгруппа является эквивалентом компании. Группы и подгруппы расположены в крупных городских центрах. В меньших городах борьба с пожарами ведется малыми самостоятельными группами пожарных волонтёров.
- 1 Группа Пожарных — Куритиба;
- 2 Группа Пожарных — Балса-Нова;
- 3 Группа Пожарных — Лондрина;
- 4 Группа Пожарных — Каскавел;
- 5 Группа Пожарных — Маринга;

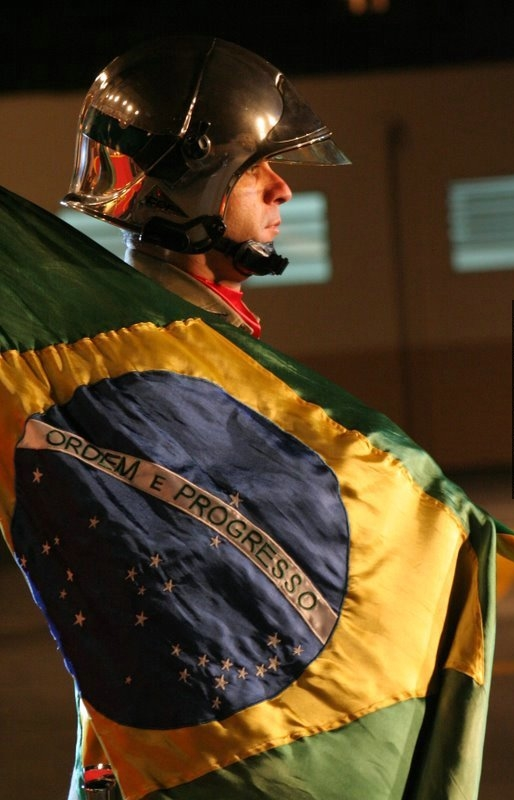
Прапорщик.

- 6 Группа Пожарных — Сан-Жозе-дус-Пиньяйс;
- 7 Группа Пожарных — Куритиба;
  - 1 Независимая Подгруппа — Фос-ду-Игуасу;
  - 2 Независимая Подгруппа — Паранагуа;
  - 3 Независимая Подгруппа — Ивайпоран;
  - 4 Независимая Подгруппа — Пату-Бранку;
  - 5 Независимая Подгруппа — Франсиску-Белтран;
  - 6 Независимая Подгруппа — Гуарапуава;
  - 7 Независимая Подгруппа — Апукарана;
  - 8 Независимая Подгруппа — Умуарама;
  - Центр Учёбы и Подготовки — Пиракуара.

## Униформа
С 1854 года военная полиция Параны использовала тёмно-синий (порт. azul ferrete) цвет в своих мундирах. В 1912 году был принят цвет хаки, который традиционно используется и сегодня. Пожарные носят такую же форму, как и военная полиция, отличаясь лишь нагрудными знаками и знаками различия.

## Звания
Военная полиция использует те же воинские звания, что и Вооруженные силы Бразилии, но с другими знаками различия.